# 山梨県道711号戸沢谷村線
山梨県道711号戸沢谷村線（やまなしけんどう711ごう とざわやむらせん）は、山梨県都留市を起終点とする一般県道である。

## 概要

### 路線データ
- 起点：山梨県都留市戸沢
- 終点：山梨県都留市四日市場（四日市場交差点＝国道139号交差点）

## 通過する自治体
- 山梨県都留市

## 交差・接続する道路
- 国道139号〈都留バイパス〉（都留バイパス北交差点）
- 国道139号〈富士みち〉（四日市場交差点）